# Kråkvågfjorden
Kråkvågfjorden er farvandet mellem Fjellværsøya (Hitra) i vest og øen Kråkvåg (Ørland) i øst i Trøndelag fylke i Norge. Den fører mod syd fra Frohavet til Trondheimsleia.
Fjorden ligger på østsiden af Ulvøya, Fjellværsøya og selve Hitra. I øst ligger øerne Storfosna og Kråkvåg, som farvandet har navn efter. I syd ligger Sørleksa og Nordleksa i Agdenes kommune. Syd for disse øer ligger enden af Trondheimsleia.
Fjorden har indløb mellem Kobbskjera i vest og Uggsteinskjera i øst og ender hvor Trondheimsleia møder Trondheimsfjorden syd for Garten. Mellem Fjellværsøya og Hitra går Fillfjorden mod vest.